# Danh sách sản phẩm của Trung tâm Thúy Nga
Dưới đây là danh sách sản phẩm của Trung tâm Thúy Nga, bao gồm các đĩa CD và DVD và các sản phẩm khác.

## Các chương trình đặc biệt

### Thúy Nga Video
Các chương trình chuyên đề như cải lương, quê hương đất nước,.. thường được sản xuất. Các chương trình đầu tiên cho đến năm 2003, phát hành dưới dạng VHS, thường được đánh số với tên gọi Thúy Nga video. Các cuốn Paris By Night vừa được đếm theo chương trình Paris By Night, vừa được đếm theo cuốn VHS Thúy Nga phát hành. Cuốn Thúy Nga video cuối cùng là Thúy Nga Video 87 - Paris By Night 70.
| #       | Tên chương trình                            | Thể loại                 | Nghệ sĩ tham gia | Năm phát hành          | Tái bản                |
| ------- | ------------------------------------------- | ------------------------ | --- | ---------------------- | ---------------------- |
| 1       | Tuyệt Tình Ca                               | cải lương                | Hùng Cường, Hương Lan, Tài Lương, Minh Đức, Hoàng Long,... | 1983                   | -                      |
| 2       | Paris By Night                              | Paris By Night           | Paris By Night | Paris By Night         | Paris By Night         |
| 3       | Lương Sơn Bá Chúc Anh Đài                   | cải lương                | Hương Lan, Phượng Mai,... | 1984                   | -                      |
| 4       | Từ Kiều Ly Hận                              | cải lương                | | 1985                   | -                      |
| 5       | Phàn Lê Huê Tiết Đinh San                   | cải lương                | | 1985                   | -                      |
| 6       | Thần Nữ Dâng Ngũ Linh Kỳ                    | cải lương                | | 1985                   | -                      |
| 7       | Khi Hoa Anh Đào Nở                          | cải lương                | Thành Được, Phượng Liên, Phượng Mai,... | 1985                   | -                      |
| 8       | Cho Trọn Cuộc Tình                          | cải lương                | Thành Được, Hương Lan, Phượng Mai, Băng Châu, Ngọc Đức, Hoàng Long,... | 1985                   | 2019                   |
| 9       | Paris By Night 2                            | Paris By Night 2         | Paris By Night 2 | Paris By Night 2       | Paris By Night 2       |
| 10      | Giã Biệt Sài Gòn                            | ca nhạc, tài liệu        | 1. Quốc Ca (Lưu Hữu Phước) - Hợp ca 2. Đường Về Quê Hương (Lam Phương) - Duy Quang, Phượng Mai 3. Phần giới thiệu 4. Cô Gái Việt (Hùng Lân) - Hợp ca 5. Trận chiến Mùa Hè Đỏ Lửa 1972 6. Điễn hành Quân lực Việt Nam Cộng hòa 7. Huyền Sử Ca Người Mang Tên Quốc (Phạm Duy) - Hương Lan 8. Sài Gòn Niềm Nhớ Không Tên (Nguyễn Đình Toàn) - Huyền Châu 9. Đêm Chôn Dầu Vượt Biển (Châu Đình An) - Phượng Mai 10. Khi Xa Sài Gòn (Lê Uyên Phương) - Elvis Phương 11. Tôi Biết Tôi Sẽ Buồn (Nhật Ngân) - Phương Hồng Ngọc 12. Một Chút Quà Cho Quê Hương (Việt Dzũng) - Khánh Ly 13. Quê Hương Bỏ Lại (Tô Huyền Vân) - Thanh Tuyền 14. Diễn hành Quân lực Việt Nam Cộng hòa 15. Việt Nam Việt Nam (Phạm Duy) - Hợp ca                                                                      | 1986                   | 2000                   |
| 11      | Món Quà Tặng                                | ca nhạc kịch             | Khánh Ly, Phượng Mai,... | 1986                   | -                      |
| 12      | Paris By Night 3                            | Paris By Night 3         | Paris By Night 3 | Paris By Night 3       | Paris By Night 3       |
| 13      | Giọt Nước Mắt Cho Việt Nam                  | ca nhạc, tài liệu        | 1. Kỷ Vật Cho Em (Phạm Duy) - Elvis Phương (Trước 1975) 2. Hoa Xuân (Phạm Duy) - Phương Hồng Quế, Phương Đại (Trước 1975) 3. Đường mòn Hồ Chí Minh 4. Xuất Quân (Phạm Duy) - Hợp ca 5. Trại huấn luyện 6. Lính Nghĩ Gì (Hoài Linh) - Thanh Phong 7. Diễn binh lính dù 8. Người Ở Lại Charlie (Trần Thiện Thanh) - Duy Quang, Phương Hồng Ngọc 9. Tưởng Như Còn Người Yêu (Phạm Duy) - Hương Lan 10. Tết Mậu Thân 1986 11. Chuyện Một Đêm (Anh Bằng) - Giao Linh 12. Chuyện Buồn Ngày Xuân (Lam Phương) - Phượng Mai 13. Sài Gòn 30/04/1975 14. 1954 - 1975 (Phạm Duy) - Elvis Phương 15. Vĩnh Biệt Sài Gòn (Lam Phương) - Ngọc Hải 16. Trại học tập cải tạo 17. Kinh tế mới 18. Sài Gòn Chỉ Vui Khi Các Anh Về (Bảo Chương) - Khánh Ly 19. Bài Ca Chiến Thắng (Cục Chính Huấn) - Hợp ca | 1987                   | 2001                   |
| 14      | Đi Biển Một Mình                            | cải lương                | Hương Lan, Hữu Phước, Phương Hồng Ngọc,... |                        | -                      |
| 15      | Paris By Night 4                            | Paris By Night 4         | Paris By Night 4 | Paris By Night 4       | Paris By Night 4       |
| 16      | Nước Non Ngàn Dặm Ra Đi                     | ca nhạc                  | 1. Mây Trôi, Trôi Hết Một Đời (Phạm Duy) - Ngọc Hải 2. Quê Nghèo (Phạm Duy) - Họa Mi 3. Mời Em Về (Việt Dzũng) - Khánh Ly 4. Hướng Về Hà Nội (Hoàng Dương) - Khánh Hà 5. Đêm Tàn Bến Ngự (Dương Thiệu Tước) - Hương Lan 6. Giã Từ Đà Lạt (Duy Khánh) - Phương Hồng Ngọc 7. Sài Gòn (Y Vân) - Sơn Tuyền 8. Bài Thánh Ca Buồn (Nguyễn Vũ) - Huỳnh Thi 9. Tiếng Hò Miền Nam (Phạm Duy) - Băng Châu 10. Giòng An Giang (Anh Việt Thu) - Thanh Mai 11. Tình Ca (Phạm Duy) - Thái Thanh 12. Tình Hoài Hương (Phạm Duy) - Duy Quang, Họa Mi | 1987                   | 2004                   |
| 17 - 23 | Paris By Night 5 - 11                       | Paris By Night 5 - 11    | Paris By Night 5 - 11 | Paris By Night 5 - 11  | Paris By Night 5 - 11  |
| 24      | Sông Dài                                    | cải lương                | Hương Lan, Chí Tâm, Hữu Phước, La Thoại Tân, Băng Châu,... | 1990                   | 2019                   |
| 25      | Phép Trị Vợ                                 |                          | | 1991                   | -                      |
| 26      | Share Phòng                                 |                          | | 1991                   | -                      |
| 27 - 29 | Paris By Night 12 - 14                      | Paris By Night 12 - 14   | Paris By Night 12 - 14 | Paris By Night 12 - 14 | Paris By Night 12 - 14 |
| 30      | Tình Yêu Và Ảo Ảnh                          | ca nhạc                  | Ý Lan, Tuấn Ngọc, Thái Hiền,... | 1991                   |                        |
| 31      | Paris By Night 15                           | Paris By Night 15        | Paris By Night 15 | Paris By Night 15      | Paris By Night 15      |
| 32      | Mùa Xuân Nào Ta Về                          | ca nhạc                  | 1. Ngày Về (Hoàng Giác) - Họa Mi, Ái Vân, Cát Phương 2. Nhớ Quê Hương (Phạm Ngữ) - Ái Vân 3. Làng Tôi (Chung Quân) - Như Mai 4. Bài Ngợi Ca Quê Hương (Thanh Sơn) - Phương Hồng Quế 5. Nỗi Lòng Người Đi (Anh Bằng) - Thái Châu 6. Mai Trở Lại Huế (Nguyễn Cư) - Hương Lan 7. Chiều Tây Đô (Lam Phương) - Duy Quang, Phượng Mai 8. Nương Chiều (Phạm Duy) - Họa Mi 9. Tình Nước (Vũ Hoài Thanh) - Anh Thoại 10. Có Bao Giờ Em Hỏi (Phạm Duy, Duyên Anh) - Huỳnh Thi 11. Rồi Đây Tôi Sẽ Đưa Em Về Nhà (Phạm Duy) - Lệ Thu 12. Mùa Xuân Nào Ta Về (Lam Phương) - Thái Châu, Phương Hồng Quế, Hương Lan | 1992                   | -                      |
| 33 - 87 | Paris By Night 16 - 70                      | Paris By Night 16 - 70   | Paris By Night 16 - 70 | Paris By Night 16 - 70 | Paris By Night 16 - 70 |
| -       | Chuyện Tình Lan Và Điệp                     | cải lương                | | 1989                   | -                      |
| -       | Tứ Quái Sài Gòn                             | phim điện ảnh trước 1975 | Thẩm Thúy Hằng, Kim Cương, La Thoạ Tân, Thành Việt, Khả Năng, Tùng Lâm | 1990                   | 2004                   |
| -       | Nắng Chiều                                  | phim điện ảnh trước 1975 | Thanh Nga, Hùng Cường, Phương Hồng Ngọc, Tùng Lâm, Túy Hoa, Văn Giai, Ngọc Phú | 1990                   | 2004                   |
| -       | Tiếng Hát Thanh Tuyền - Đếm Những Mảnh Tình | ca nhạc                  | Thanh Tuyền | 1990                   | -                      |
| -       | Giỡn Mặt Tử Thần                            | phim điện ảnh trước 1975 | Thẩm Thúy Hằng, Bảo An, Ngọc Đức, Phương Hồng Ngọc,... | 1990                   | 2004                   |
| -       | Chiếc Bóng Bên Đường                        | phim điện ảnh trước 1975 | Kiều Chinh, Kim Cương, Thành Được, Vũ Thành An,... | 1991                   | 2004                   |
| -       | Xa Lộ Không Đèn                             | phim điện ảnh trước 1975 | Thanh Nga, Năm Châu,... | 1993                   | 2004                   |
| -       | Tim Vỡ                                      | ca nhạc                  | Don Hồ, Như Quỳnh | 2000                   | -                      |
| -       | Nhịp Bước Hoang Vu                          | ca nhạc                  | Don Hồ | 2000                   | -                      |

### Chương trình đặc biệt khác
| Tên chương trình                               | Thể loại          | Nghệ sĩ tham gia                                     | Năm phát hành |
| ---------------------------------------------- | ----------------- | ---------------------------------------------------- | ------------- |
| Thể Dục Thẩm Mỹ (Paris By Night Workout)       | thể dục           | Kỳ Duyên, PBN Dancers                                | 2004          |
| Về Quê Em                                      | tạp kỹ            | Phi Nhung, Mạnh Quỳnh                                | 2004          |
| Mơ Những Ngày Nắng Lên                         | ca nhạc, karaoke  | Minh Tuyết                                           | 2005          |
| Dạ Vũ Quốc Tế                                  | ca nhạc, khiêu vũ | Nguyễn Hưng                                          | 2005          |
| Thuở Ấy Mưa Hồng                               | ca nhạc           | Khánh Ly                                             | 2005          |
| Gia Tài Của Mẹ                                 | cải lương         | Phượng Liên, Văn Chung, Chí Tâm, Ngọc Đan Thanh,...  | 2005          |
| Về Quê Em 2                                    | tạp kỹ            | Phi Nhung, Mạnh Quỳnh                                | 2005          |
| Nửa Đời Hương Phấn                             | cải lương         | Mạnh Quỳnh, Như Quỳnh, Hương Lan, Hương Thủy,...     | 2006          |
| 7000 Đêm Góp Lại                               | ca nhạc, karaoke  | Quang Lê                                             | 2006          |
| Khi Con Tim Biết Yêu                           | ca nhạc           | Như Quỳnh, Kỳ Anh                                    | 2007          |
| Yêu Một Người, Sống Bên Một Người              | ca nhac, karaoke  | Minh Tuyết                                           | 2008          |
| Ngày Quân Lực Việt Nam Cộng Hòa                | phim tài liệu     |                                                      | 2008          |
| Đêm Trong Căn Nhà Hoang                        | phim              | Huỳnh Thi, Monalisa Nguyễn,...                       | 2008          |
| Tôi Mơ, Tình Anh Tình Em                       | ca nhạc           | Minh Tuyết                                           | 2010          |
| A Dancing Dream - Season 1                     | khiêu vũ          | Ngọc Anh, Trung Thành, Bryan Nguyễn,...              | 2011          |
| Chuyện Cười Paris By Night                     | tạp kỹ            | Nguyễn Ngọc Ngạn, Nguyễn Cao Kỳ Duyên                | 2013          |
| Mơ                                             | ca nhạc           | Ánh Minh                                             | 2014          |
| Bến Đợi                                        | cải lương         | Mạnh Quỳnh, Mai Thiên Vân, Hương Thủy, Phi Nhung,... | 2014          |
| Như Loan Collection 1                          | ca nhạc           | Như Loan                                             | 2015          |
| Lễ Giỗ Lần Thứ 70 Cha Phanxico Trương Bửu Diệp | ca nhạc           | Tâm Đoan, Lam Anh, Đình Bảo, Châu Ngọc Hà,...        | 2016          |

## Liveshow

### Liveshow
Cùng với các chương trình thu hình trực tiếp, trung tâm Thúy Nga đồng thời tổ chức các chương trình liveshow. Phần lớn các chương trình đều không thu hình, tuy nhiên có một số chương trình thu hình để phát hành vào các dịp đặc biệt. Danh sách dưới đây thống kê không đầy đủ các liveshow mà trung tâm Thúy Nga đã tổ chức.
| Ngày       | Tên liveshow                                                | Nghệ sĩ | Địa điểm                                            | Phát hành  |
| ---------- | ----------------------------------------------------------- | --- | --------------------------------------------------- | ---------- |
| 20/10/2007 | Những Ngôi Sao Đêm Nay                                      | Nguyễn Ngọc Ngạn, Nguyễn Cao Kỳ Duyên, Lưu Bích, Như Quỳnh, Minh Tuyết, Bằng Kiều, Trần Thu Hà, Trần Thái Hòa, Thế Sơn, Lương Tùng Quang, Quang Lê, Như Loan, Bảo Hân, Tâm Đoan, Tiến Dũng, Hương Thủy, Mai Quốc Huy, Mai Thiên Vân, Trịnh Lam, Quỳnh Vi, Hương Giang, Mai Tiến Dũng, Chí Tài, Hoài Linh                                                                           | Trump Taj Mahal, Atlantic City                      |            |
| 23/11/2008 | In Chicago - Khiêu Vũ Của Các Ngôi Sao                      | Nguyễn Ngọc Ngạn, Bằng Kiều, Tuấn Hùng, Quỳnh Vi, Minh Tuyết, Bảo Hân, Lynda Trang Đài, Trần Thái Hòa, Khánh Hà, Lương Tùng Quang, Trizzie Phương Trinh, Phi Khanh, Thùy Vân, Mai Thiên Vân, Hương Thủy, Tommy Ngô, Phi Nhung, Ngọc Hạ, Trịnh Lam, Hoàng Liên Liên, Chí Tài, Hoài Linh                                                                                             | Aragon Ballroom, Chicago                            |            |
| 28/11/2009 | Live in Reno                                                | Nguyễn Ngọc Ngạn, Nguyễn Cao Kỳ Duyên, Ý Lan, Nguyễn Hưng, Trần Thái Hòa, Như Quỳnh, Minh Tuyết, Bằng Kiều, Ngọc Anh, Quang Lê, Tâm Đoan, Quỳnh Vi, Don Hồ, Thế Sơn, Duy Trường, Lưu Bích, Hương Thủy, Mai Thiên Vân, Tú Quyên, Dương Triệu Vũ, Hồ Lệ Thu, Như Loan, Nguyệt Anh, Thúy Nga, Lê Tín                                                                                  | Peppermill Resort, Spa and Casino                   | -          |
| 08/05/2010 | Tình Mẹ                                                     | Nguyễn Ngọc Ngạn, Nguyễn Cao Kỳ Duyên, Tuấn Ngọc, Hương Thủy, Ngọc Hạ, Ngọc Anh, Lý Duy Vũ, Giang Tử, Chế Linh, Quỳnh Dung, Thành An, Khánh Hoàng, Lam Anh, Duy Trường, Tóc Tiên, Quang Lê, Mai Thiên Vân, Thu Phương, Hương Lan, Quang Linh, Diễm Sương, Hương Lan, Quang Linh, Kỳ Phương Uyên, Thế Sơn, Hoài Tâm, Việt Hương, Hồng Nga                                           | Knott's Berry Farm Charles M. Schulz Theatre        | -          |
| 09/05/2010 | Tình Mẹ                                                     | Nguyễn Văn Thịnh, Nguyễn Cao Kỳ Duyên, Chế Linh, Giang Tử, Hương Lan, Quang Linh, Bằng Kiều, Thu Phương, Thế Sơn, Ngọc Hạ, Ngọc Anh, Tóc Tiên, Quỳnh Dung, Duy Trường, Lý Duy Vũ, Thành An, Lam Anh, Diễm Sương, Kỳ Phương Uyên, Việt Hương, Hoài Tâm, Hồng Nga | Flint Center for the Performing Arts                | -          |
| 09/09/2010 | Live in Concert                                             | Nguyễn Ngọc Ngạn, Nguyễn Cao Kỳ Duyên, Hương Lan, Như Quỳnh, Minh Tuyết, Nguyễn Hưng, Thế Sơn, Don Hồ, Bằng Kiều, Trần Thái Hòa, Ngọc Hạ, Quang Lê, Mai Thiên Vân, Duy Trường, Mai Tiến Dũng, Tóc Tiên, Lam Anh, Kỳ Phương Uyên, Ngọc Anh, Hồ Lệ Thu, Như Loan, Bảo Hân, Hương Thủy                                                                                                | San Manuel Indian Bingo and Casino                  | -          |
| 12/12/2010 | Trần Quang Lộc - Về Đây Nghe Em                             | Tuấn Ngọc, Khánh Ly, Như Quỳnh, Quang Tuấn, Ngọc Anh, Diễm Sương, Lam Anh | Saigon Performing Arts Center                       | -          |
| 19/03/2011 | Ra Mắt CD Giấc Mơ Tình Yêu                                  | Hồ Lệ Thu, Như Loan, Lương Tùng Quang | Saigon Performing Arts Center                       | -          |
| 09/04/2011 | Ra Mắt CD Phải Lòng Con Gái Bến Tre                         | Nguyễn Ngọc Ngạn, Quang Lê, Mai Thiên Vân | Saigon Performing Arts Center                       | -          |
| 10/04/2011 | Ra Mắt CD Tạ Tình                                           | Nguyễn Ngọc Ngạn, Ngọc Anh, Bằng Kiều | Saigon Performing Arts Center                       | -          |
| 27/11/2011 | Song Ca Đặc Biệt                                            | Nguyễn Ngọc Ngạn, Nguyễn Cao Kỳ Duyên, Như Quỳnh, Trường Vũ, Bằng Kiều, Minh Tuyết, Quang Lê, Mai Thiên Vân, Tóc Tiên, Mai Tiến Dũng, Ngọc Anh, Trần Thái Hòa, Kỳ Phương Uyên, Lương Tùng Quang, Việt Hương, Hoài Tâm | Pechanga Resort and Casino                          | -          |
| 02/12/2011 | In Australia                                                | Nguyễn Ngọc Ngạn, Nguyễn Cao Kỳ Duyên, Don Hồ, Bằng Kiều, Như Quỳnh, Tóc Tiên, Quang Lê, Mai Thiên Vân, Quang Dũng, Ngọc Anh, Hoài Phương, Minh Tuyết, Như Loan, Lam Anh, Mai Tiến Dũng, Việt Hương, Hoài Tâm | The Barton Theater, Adelaide                        |            |
| 03/12/2011 | In Australia                                                | Nguyễn Ngọc Ngạn, Nguyễn Cao Kỳ Duyên, Don Hồ, Bằng Kiều, Như Quỳnh, Tóc Tiên, Quang Lê, Mai Thiên Vân, Quang Dũng, Ngọc Anh, Hoài Phương, Minh Tuyết, Như Loan, Lam Anh, Mai Tiến Dũng, Việt Hương, Hoài Tâm | Convention & Exhibition Centre, Brisbane            |            |
| 04/12/2011 | In Australia                                                | Nguyễn Ngọc Ngạn, Nguyễn Cao Kỳ Duyên, Don Hồ, Bằng Kiều, Như Quỳnh, Tóc Tiên, Quang Lê, Mai Thiên Vân, Quang Dũng, Ngọc Anh, Hoài Phương, Minh Tuyết, Như Loan, Lam Anh, Mai Tiến Dũng, Việt Hương, Hoài Tâm | Canberra Southern Cross Club, Woden                 |            |
| 09/12/2011 | In Australia                                                | Nguyễn Ngọc Ngạn, Nguyễn Cao Kỳ Duyên, Don Hồ, Bằng Kiều, Như Quỳnh, Tóc Tiên, Quang Lê, Mai Thiên Vân, Quang Dũng, Ngọc Anh, Hoài Phương, Minh Tuyết, Như Loan, Lam Anh, Mai Tiến Dũng, Việt Hương, Hoài Tâm | Whitlam Leisure Center, Sydney                      |            |
| 10/12/2011 | In Australia                                                | Nguyễn Ngọc Ngạn, Nguyễn Cao Kỳ Duyên, Don Hồ, Bằng Kiều, Như Quỳnh, Tóc Tiên, Quang Lê, Mai Thiên Vân, Quang Dũng, Ngọc Anh, Hoài Phương, Minh Tuyết, Như Loan, Lam Anh, Mai Tiến Dũng, Việt Hương, Hoài Tâm | Dallas Brooks Center, Melbourne                     |            |
| 11/12/2011 | In Australia                                                | Nguyễn Ngọc Ngạn, Nguyễn Cao Kỳ Duyên, Don Hồ, Bằng Kiều, Như Quỳnh, Tóc Tiên, Quang Lê, Mai Thiên Vân, Quang Dũng, Ngọc Anh, Hoài Phương, Minh Tuyết, Như Loan, Lam Anh, Mai Tiến Dũng, Việt Hương, Hoài Tâm | Burswood Entertainment Complex, Perth               |            |
| 29/01/2012 | Xuân Với Đời Sống Mới                                       | Nguyễn Ngọc Ngạn, Ngọc Hạ, Ngọc Anh, Mai Thiên Vân, Thanh Hà, Như Loan, Hương Thủy, Quỳnh Vi, Ánh Minh, Thế Sơn, Trịnh Lam, Nguyễn Hưng | Pechanga Resort and Casino                          | -          |
| 08/04/2012 | Số Đỏ                                                       | Anh Dũng, Bằng Kiều, Thúy Nga, Bé Mập, Bé Tí, Chu Minh Quân, Chung Tử Lưu, Hoàng Châu, Khánh Hoàng, Kiều Linh, Kim Nguyễn, Lam Anh, Linh Nga, Minh Châu, Ngọc Anh, Thúy An, Trọng Thắng, Trung Thành, Tường Vy, Vũ Quang Trung | Saigon Performing Arts Center                       | -          |
| 02/06/2012 | Nguyễn Ngọc Ngạn - 20 Năm Sân Khấu                          | Nguyễn Ngọc Ngạn, Nguyễn Cao Kỳ Duyên, Ngọc Anh, Thanh Hà, Ngọc Hạ, Nguyễn Hưng, Don Hồ, Bằng Kiều, Quang Lê, Tóc Tiên, Minh Tuyết, Như Quỳnh, Mai Thiên Vân, Việt Hương, Hoài Tâm | Rio All-Suite Hotel and Casino                      | -          |
| 07/07/2012 | Summer Live Concert                                         | Nguyễn Ngọc Ngạn, Nguyễn Cao Kỳ Duyên, Nguyễn Hưng, Ngọc Anh, Như Quỳnh, Minh Tuyết, Don Hồ, Mai Thiên Vân, Bằng Kiều, Thanh Hà, Quang Lê, Như Loan, Tóc Tiên, Việt Hương, Hoài Tâm | Winstar World Casino                                | -          |
| 22/09/2012 | Nguyễn Ngọc Ngạn - 20 Năm Sân Khấu                          | Nguyễn Ngọc Ngạn, Nguyễn Hưng, Ý Lan, Như Quỳnh, Mai Thiên Vân, Thế Sơn, Don Hồ, Ngọc Hạ, Hương Thủy, Trần Thái Hòa, Quang Lê, Duy Trường, Hạ Vy, Như Loan, Tóc Tiên, Việt Hương, Hoài Tâm | Horseshoe Casino                                    | -          |
| 30/11/2012 | Australia Tour: Nguyễn Ngọc Ngạn - 20 Năm Sân Khấu          | Nguyễn Ngọc Ngạn, Nguyễn Cao Kỳ Duyên, Minh Tuyết, Bằng Kiều, Ngọc Anh, Ngọc Hạ, Quang Lê, Nguyễn Hưng, Mai Thiên Vân, Thanh Hà, Như Loan, Tóc Tiên, Việt Hương, Hoài Tâm | Whitlam Leisure Center, Sydney                      | -          |
| 01/12/2012 | Australia Tour: Nguyễn Ngọc Ngạn - 20 Năm Sân Khấu          | Nguyễn Ngọc Ngạn, Nguyễn Cao Kỳ Duyên, Minh Tuyết, Bằng Kiều, Ngọc Anh, Ngọc Hạ, Quang Lê, Nguyễn Hưng, Mai Thiên Vân, Thanh Hà, Như Loan, Tóc Tiên, Việt Hương, Hoài Tâm | Dallas Brooks Center, Melbourne                     |            |
| 02/12/2012 | Australia Tour: Nguyễn Ngọc Ngạn - 20 Năm Sân Khấu          | Nguyễn Ngọc Ngạn, Nguyễn Cao Kỳ Duyên, Minh Tuyết, Bằng Kiều, Ngọc Anh, Ngọc Hạ, Quang Lê, Nguyễn Hưng, Mai Thiên Vân, Thanh Hà, Như Loan, Tóc Tiên, Việt Hương, Hoài Tâm | Convention & Exhibition Centre, Brisbane            |            |
| 13/01/2013 | Mừng Tuổi Mẹ                                                | Nguyễn Ngọc Ngạn, Như Quỳnh, Hương Thủy, Hạ Vy, Duy Trường, Mai Thiên Vân, Quang Lê, Đình Bảo, Thiên Tôn, Anh Tú, Việt Hương, Hoài Tâm, Các thí sinh VSTAR | Saigon Performing Arts Center                       | -          |
| 21/04/2013 | Tình Ca Lam Phương                                          | Nguyễn Ngọc Ngạn, Nguyễn Cao Kỳ Duyên, Hương Lan, Ngọc Anh, Minh Tuyết, Thanh Hà, Lam Anh, Tóc Tiên, Diễm Sương, Kỳ Phương Uyên, Bằng Kiều, Trần Thái Hòa, Quang Lê, Mai Tiến Dũng, Phạm Quốc Thái | Pechanga Resort and Casino                          | -          |
| 13/05/2013 | Mother's Day                                                | Nguyễn Ngọc Ngạn, Thu Phương, Quang Lê, Mai Thiên Vân, Quang Linh, Hương Lan, Bằng Kiều, Tóc Tiên, Ánh Minh, Khánh Lâm, Như Hằng, Thúy An, Hoài Linh, Chí Tài | Saigon Performing Arts Center                       | -          |
| 20/10/2013 | Tình Ca Lam Phương                                          | Nguyễn Ngọc Ngạn, Giang Tử, Hương Lan, Bằng Kiều, Thế Sơn, Ngọc Anh, Minh Tuyết, Thanh Hà, Trần Thái Hòa, Mai Thiên Vân, Lam Anh, Mai Tiến Dũng, Tóc Tiên, Diễm Sương, Kỳ Phương Uyên | Houston Area Center                                 | -          |
| 09/11/2013 | Tình Ca Lam Phương                                          | Nguyễn Ngọc Ngạn, Nguyễn Cao Kỳ Duyên, Hương Lan, Ý Lan, Ngọc Anh, Minh Tuyết, Thanh Hà, Mai Thiên Vân, Lam Anh, Tóc Tiên, Diễm Sương, Kỳ Phương Uyên, Thế Sơn, Bằng Kiều, Trần Thái Hòa, Quang Lê, Mai Tiến Dũng | Center for The Performing Arts, San Jose            | -          |
| 06/12/2013 | Australia Tour                                              | Nguyễn Ngọc Ngạn, Nguyễn Cao Kỳ Duyên, Khánh Ly, Minh Tuyết, Ngọc Anh, Mai Thiên Vân, Nguyễn Hưng, Bằng Kiều, Duy Trường, Thiên Tôn, Don Hồ, Thanh Hà, Tóc Tiên, Mai Tiến Dũng, Thúy Nga, Nguyên Khoa | Revesby Workers Club, Sydney                        | -          |
| 07/12/2013 | Australia Tour                                              | Nguyễn Ngọc Ngạn, Nguyễn Cao Kỳ Duyên, Khánh Ly, Minh Tuyết, Ngọc Anh, Mai Thiên Vân, Nguyễn Hưng, Bằng Kiều, Duy Trường, Thiên Tôn, Don Hồ, Thanh Hà, Tóc Tiên, Mai Tiến Dũng, Thúy Nga, Nguyên Khoa | Dallas Brooks Center, Melbourne                     | -          |
| 08/12/2013 | Australia Tour                                              | Nguyễn Ngọc Ngạn, Nguyễn Cao Kỳ Duyên, Khánh Ly, Minh Tuyết, Ngọc Anh, Mai Thiên Vân, Nguyễn Hưng, Bằng Kiều, Duy Trường, Thiên Tôn, Don Hồ, Thanh Hà, Tóc Tiên, Mai Tiến Dũng, Thúy Nga, Nguyên Khoa | Convention & Exhibition Centre, Brisbane            | -          |
| 19/01/2014 | Tình Ca Lam Phương                                          | Nguyễn Ngọc Ngạn, Hương Lan, Thái Châu, Trần Thái Hòa, Ngọc Anh, Bằng Kiều, Minh Tuyết, Thế Sơn, Thanh Hà, Quang Lê, Mai Thiên Vân, Lam Anh, Mai Tiến Dũng, Bảo Khánh, Tóc Tiên, Diễm Sương, Kỳ Phương Uyên, Hoàng Nhung | Curtis Culwell Center                               | -          |
| 26/01/2014 | Mùa Xuân Của Mẹ                                             | Nguyễn Ngọc Ngạn, Nguyễn Cao Kỳ Duyên, Bằng Kiều, Minh Tuyết, Quang Lê, Mai Thiên Vân, Như Quỳnh, Thiên Tôn, Ngọc Anh, Lam Anh, Thế Sơn, Đình Bảo, Mai Tiến Dũng, Kỳ Phương Uyên, Hương Thủy, Duy Trường, Tóc Tiên, Justin Nguyễn, Bảo Khánh, Tuấn Quỳnh, Việt Hương, Hoài Tâm | Pechanga Resort and Casino                          | -          |
| 29/03/2014 | Tình Ca Lam Phương                                          | Nguyễn Ngọc Ngạn, Nguyễn Cao Kỳ Duyên, Hương Lan, Bằng Kiều, Minh Tuyết, Quang Lê, Mai Thiên Vân, Trần Thái Hòa, Thế Sơn, Thanh Hà, Ngọc Anh, Lam Anh, Quỳnh Vi, Bảo Khánh, Mai Tiến Dũng, Tóc Tiên, Hương Thủy, Diễm Sương, Kỳ Phương Uyên | Mohegan Sun Casino                                  | -          |
| 12/04/2014 | Tình Ca Lam Phương                                          | Nguyễn Ngọc Ngạn, Bằng Kiều, Don Hồ, Mai Tiến Dũng, Ý Lan, Ngọc Anh, Minh Tuyết, Mai Thiên Vân, Tóc Tiên, Nguyễn Hồng Nhung, Minh Nhí, Thúy Nga | Barona Arena, Phần Lan                              | -          |
| 20/04/2014 | Tình Ca Lam Phương                                          | Nguyễn Ngọc Ngạn, Bằng Kiều, Don Hồ, Mai Tiến Dũng, Ý Lan, Ngọc Anh, Minh Tuyết, Mai Thiên Vân, Tóc Tiên, Nguyễn Hồng Nhung, Minh Nhí, Thúy Nga | Weser Ems Hallen, Oldenburg, Đức                    | -          |
| 20/07/2014 | Tình Ca Lam Phương                                          | Nguyễn Ngọc Ngạn, Hương Lan, Như Quỳnh, Minh Tuyết, Ngọc Anh, Thu Phương, Mai Thiên Vân, Thanh Hà, Lam Anh, Diễm Sương, Kỳ Phương Uyên, Tóc Tiên, Thái Châu, Don Hồ, Trần Thái Hòa, Mai Tiến Dũng, Bảo Khánh | Atlanta Civic Center                                | -          |
| 09/08/2014 | Tình Ca Lam Phương                                          | Nguyễn Ngọc Ngạn, Như Quỳnh, Minh Tuyết, Ngọc Anh, Thu Phương, Mai Thiên Vân, Thanh Hà, Lam Anh, Diễm Sương, Kỳ Phương Uyên, Tóc Tiên, Bằng Kiều, Thế Sơn, Trần Thái Hòa, Mai Tiến Dũng | Planet Hollywood Showroom                           | -          |
| 30/11/2014 | Thanksgiving Duet Live Concert                              | Nguyễn Ngọc Ngạn, Nguyễn Cao Kỳ Duyên, Bằng Kiều, Minh Tuyết, Trần Thái Hòa, Ngọc Anh, Quang Lê, Ngọc Hạ, Don Hồ, Diễm Sương, Lam Anh, Tuấn Quỳnh, Mai Thiên Vân, Như Loan, Lương Tùng Quang, Mai Tiến Dũng, Tóc Tiên, Hoàng Nhung, Ngọc Ngữ, Hoài Lâm, Việt Hương, Hoài Tâm | Pechanga Resort and Casino                          | -          |
| 06/12/2014 | Australia Tour - Nhớ Sài Gòn                                | Nguyễn Ngọc Ngạn, Nguyễn Cao Kỳ Duyên, Don Hồ, Minh Tuyết, Ngọc Anh, Quang Dũng, Quang Lê, Mai Thiên Vân, Mai Tiến Dũng, Tóc Tiên, Diễm Sương, Phương Mỹ Chi, Quang Minh, Hồng Đào, Việt Hương, Hoài Tâm | Convention & Exhibition Centre, Brisbane            |            |
| 07/12/2014 | Australia Tour - Nhớ Sài Gòn                                | Nguyễn Ngọc Ngạn, Nguyễn Cao Kỳ Duyên, Don Hồ, Minh Tuyết, Ngọc Anh, Quang Dũng, Quang Lê, Mai Thiên Vân, Mai Tiến Dũng, Tóc Tiên, Diễm Sương, Phương Mỹ Chi, Quang Minh, Hồng Đào, Việt Hương, Hoài Tâm | The Palms at Crown, Melbourne                       |            |
| 14/12/2014 | Australia Tour - Nhớ Sài Gòn                                | Nguyễn Ngọc Ngạn, Nguyễn Cao Kỳ Duyên, Don Hồ, Minh Tuyết, Ngọc Anh, Quang Dũng, Quang Lê, Mai Thiên Vân, Mai Tiến Dũng, Tóc Tiên, Diễm Sương, Phương Mỹ Chi, Quang Minh, Hồng Đào, Việt Hương, Hoài Tâm | The Star Event Center, Sydney                       |            |
| 20/12/2014 | Divas                                                       | Nguyễn Ngọc Ngạn, Như Quỳnh, Minh Tuyết, Ngọc Anh, Lam Anh, Mai Thiên Vân, Tóc Tiên | Tunica Horseshoe Casino                             | -          |
| 20/06/2015 | Tình Ca Lam Phương                                          | Nguyễn Ngọc Ngạn, Nguyễn Cao Kỳ Duyên, Hương Lan, Bằng Kiều, Ngọc Anh, Minh Tuyết, Don Hồ, Trần Thái Hòa, Thanh Hà, Mai Thiên Vân, Nguyễn Hưng, Lam Anh, Tóc Tiên, Mai Tiến Dũng, Kỳ Phương Uyên, Hoàng Nhung, Diễm Sương | Seminole Hard Rock Resort and Casino                | -          |
| 20/09/2015 | Thời Trang Và Âm Nhạc                                       | Nguyễn Ngọc Ngạn, Nguyễn Cao Kỳ Duyên, Như Quỳnh, Minh Tuyết, Bằng Kiều, Quang Lê, Ngọc Anh, Trần Thái Hòa, Ngọc Hạ, Mai Thiên Vân, Lam Anh, Hoàng Nhung, Đình Bảo, Mai Tiến Dũng, Như Loan, Tóc Tiên, Thiên Tôn, Ngọc Ngữ, Việt Hương, Hoài Tâm | Pechanga Resort and Casino                          | -          |
| 05/12/2015 | Ausralia Tour - Thời Trang Và Âm Nhạc                       | Nguyễn Ngọc Ngạn, Nguyễn Cao Kỳ Duyên, Minh Tuyết, Bằng Kiều, Ngọc Anh, Thu Phương, Quang Lê, Đình Bảo, Hoàng Nhung, Ngọc Ngữ, Tóc Tiên, Mai Tiến Dũng, Chí Tài, Thúy Nga | The Star Event Center, Sydney                       |            |
| 06/12/2015 | Ausralia Tour - Thời Trang Và Âm Nhạc                       | Nguyễn Ngọc Ngạn, Nguyễn Cao Kỳ Duyên, Minh Tuyết, Bằng Kiều, Ngọc Anh, Thu Phương, Quang Lê, Đình Bảo, Hoàng Nhung, Ngọc Ngữ, Tóc Tiên, Mai Tiến Dũng, Chí Tài, Thúy Nga | The Palms at Crown, Melbourne                       |            |
| 23/01/2016 | Hội Ngộ Táo Quân                                            | Nguyễn Ngọc Ngạn, Nguyễn Cao Kỳ Duyên, Bằng Kiều, Minh Tuyết, Ngọc Anh, Trần Thái Hòa, Hương Thủy, Mai Thiên Vân, Lam Anh, Đình Bảo, Thiên Tôn, Mai Tiến Dũng, Ngọc Ngữ, Hoàng Nhung, Justin Đỗ, Hugo Hiếu Nguyễn, Lena Phương Vy, Jenny Đan Anh, Victoria Thúy Vy, Thanh Nhàn, Hoài Phương, Quang Minh, Hồng Đào, Chí Tâm, Ngọc Đáng, Calvin Hiệp, Thúy Nga, Hoài Tâm, Daniel Phú | Pechanga Resort and Casino                          | 07/02/2016 |
| 03/07/2016 | Tưởng Nhớ Nhạc Sĩ Nguyễn Ánh 9                              | Nguyễn Ngọc Ngạn, Ý Lan, Vũ Khanh, Trần Thu Hà, Ngọc Hạ, Lam Anh, Hoàng Thúy Vy, Đình Bảo, Thiên Tôn | Saigon Performing Arts Center                       | -          |
| 18/09/2016 | Những Tình Khúc Bất Tử Tuấn Khanh - Từ Công Phụng           | Nguyễn Ngọc Ngạn, Như Quỳnh, Trần Thu Hà, Ngọc Hạ, Mai Thiên Vân, Châu Ngọc Hà, Đình Bảo, Thiên Tôn, Hoài Phương, Hoàng Anh Khang | Saigon Performing Arts Center                       | -          |
| 27/11/2016 | Nhạc Vàng Quê Hương & Nhạc Tình Muôn Thuở                   | Nguyễn Ngọc Ngạn, Nguyễn Cao Kỳ Duyên, Chế Linh, Thanh Tuyền, Như Quỳnh, Tâm Đoan, Quang Lê, Phi Nhung, Châu Ngọc Hà, Mai Quốc Huy, Khánh Lâm, Đan Phương, Quang Dũng, Trần Thu Hà, Ngọc Anh, Ngọc Hạ, Hoài Phương, Đình Bảo, Thiên Tôn, Hoàng Anh Khang, Phương Thảo, Kiều Oanh, Hoàng Nhã                                                                                        | Center for The Performing Arts, San Jose            | -          |
| 10/12/2016 | Australia Tour                                              | Nguyễn Ngọc Ngạn, Nguyễn Cao Kỳ Duyên, Don Hồ, Mạnh Quỳnh, Bằng Kiều, Quang Lê, Đan Nguyên, Mai Tiến Dũng, Minh Tuyết, Ngọc Anh, Mai Thiên Vân, Lam Anh, Tóc Tiên, Hoàng Mỹ An, Chí Tài, Thúy Nga | The Star Event Center, Sydney                       |            |
| 11/12/2016 | Australia Tour                                              | Nguyễn Ngọc Ngạn, Nguyễn Cao Kỳ Duyên, Don Hồ, Mạnh Quỳnh, Bằng Kiều, Quang Lê, Đan Nguyên, Mai Tiến Dũng, Minh Tuyết, Ngọc Anh, Mai Thiên Vân, Lam Anh, Tóc Tiên, Hoàng Mỹ An, Chí Tài, Thúy Nga | The Palms at Crown, Melbourne                       |            |
| 17/12/2016 | Divas                                                       | Nguyễn Ngọc Ngạn, Khánh Hà, Hương Lan, Như Quỳnh, Minh Tuyết, Ngọc Anh, Ngọc Hạ, Hương Thủy, Tâm Đoan, Nguyễn Hồng Nhung, Mai Thiên Vân, Lam Anh, Việt Hương, Hoài Tâm | Rio All-Suite Hotel and Casino                      | 19/01/2017 |
| 14/05/2017 | Lòng Mẹ Việt Nam                                            | Nguyễn Ngọc Ngạn, Thanh Tuyền, Chế Linh, Vũ Khanh, Ý Lan, Như Quỳnh, Bằng Kiều, Ngọc Anh, Mai Thiên Vân, Mai Quốc Huy, Hoàng Anh Khang, Châu Ngọc Hà, Đình Bảo, Thiên Tôn, Diệu Linh, Hoài Phương, Phương Thảo | Saigon Performing Arts Center                       | -          |
| 09/12/2017 | Australia Tour - Nguyễn Ngọc Ngạn: 25 Năm Sân Khấu          | Nguyễn Ngọc Ngạn, Nguyễn Cao Kỳ Duyên, Như Quỳnh, Minh Tuyết, Đan Nguyên, Ngọc Hạ, Quang Dũng, Ngọc Anh, Mai Thiên Vân, Don Hồ, Thiên Tôn, Hoàng Mỹ An, Hoàng Thúy Vy, Việt Hương, Hoài Tâm | The Star Event Center, Sydney                       |            |
| 10/12/2017 | Australia Tour - Nguyễn Ngọc Ngạn: 25 Năm Sân Khấu          | Nguyễn Ngọc Ngạn, Nguyễn Cao Kỳ Duyên, Như Quỳnh, Minh Tuyết, Đan Nguyên, Ngọc Hạ, Quang Dũng, Ngọc Anh, Mai Thiên Vân, Don Hồ, Thiên Tôn, Hoàng Mỹ An, Hoàng Thúy Vy, Việt Hương, Hoài Tâm | The Palms at Crown, Melbourne                       |            |
| 10/02/2018 | Gió Mùa Xuân Tới                                            | Nguyễn Ngọc Ngạn, Nguyễn Cao Kỳ Duyên, Chế Linh, Thanh Tuyền, Bằng Kiều, Minh Tuyết, Ngọc Anh, Trần Thái Hòa, Phi Nhung, Hương Thủy, Hoài Phương, Khải Đăng, Hoàng Thúy Vy, Mai Thanh Thúy, Mai Quốc Huy, Ngọc Ngữ, Tuấn Quỳnh, Lê Anh Tuấn, Hoàng Nhung, Hoàng Mỹ An, Việt Hương, Hoài Tâm, Myra Minh Châu, Trịnh Hà Kim Ngân                                                     | Pechanga Resort and Casino                          | 17/02/2018 |
| 17/06/2018 | Tình Cha Nghĩa Mẹ                                           | Nguyễn Ngọc Ngạn, Nguyễn Cao Kỳ Duyên, Chế Linh, Thanh Tuyền, Anh Khoa, Trần Thái Hòa, Đình Bảo, Tuấn Quỳnh, Gerard Williams, Ngọc Anh, Trần Thu Hà, Diễm Sương, Lam Anh, Diễm Mi, Hoài Phương, Hoàng Anh Khang, Châu Ngọc Hà, Ngọc Ngữ, Đặng Hà Duy, Khánh Lâm, Quỳnh Mai, Phương Thảo                                                                                            | Pechanga Resort and Casino                          | -          |
| 11/11/2018 | Australia Tour                                              | Nguyễn Ngọc Ngạn, Nguyễn Cao Kỳ Duyên, Thanh Tuyền, Quang Dũng, Ngọc Anh, Quang Lê, Ngọc Hạ, Đan Nguyên, Nguyễn Hồng Nhung, Diễm Sương, Lê Anh Tuấn, Hoàng Mỹ An, Việt Hương, Hoài Tâm | The Star Event Center, Sydney                       |            |
| 26/01/2019 | Xuân Họp Mặt                                                | Nguyễn Ngọc Ngạn, Như Quỳnh, Phi Nhung, Phượng Mai, Minh Tuyết, Đan Nguyên, Băng Tâm, Mai Thiên Vân, Hương Thủy, Ngọc Anh, Châu Ngọc Hà, Hoàng Mỹ An, Tuấn Phước, Hoàng Anh Khang, Chí Tài, Hồng Đào | Pechanga Resort and Casino                          | -          |
| 02/02/2019 | Xuân Họp Mặt                                                | Nguyễn Ngọc Ngạn, Nguyễn Cao Kỳ Duyên, Thanh Tuyền, Bằng Kiều, Lam Anh, Hương Thủy, Mạnh Quỳnh, Nguyễn Hưng, Như Ý, Băng Tâm, Ngọc Hạ, Ngọc Anh, Tuấn Phước, Hoàng Mỹ An, Hoàng Anh Khang, Việt Hương, Hoài Tâm | Golden Nugget Casino                                | -          |
| 12/05/2019 | Mẹ Là Tất Cả                                                | Nguyễn Ngọc Ngạn, Chế Linh, Thanh Tuyền, Mai Thiên Vân, Khánh Hoàng, Tuấn Quỳnh, Ngọc Ngữ, Đặng Hà Duy, Châu Ngọc Hà, Diễm Mi, Mai Thanh Thúy, Ý Lan, Vũ Khanh, Ngọc Anh, Đình Bảo, Thiên Tôn, Hoài Phương, Hoàng Anh Khang, Phương Thảo | Saigon Performing Arts Center                       | -          |
| 10/08/2019 | Nhạc Vàng Muôn Thuở                                         | Nguyễn Ngọc Ngạn, Thanh Tuyền, Mai Thiên Vân, Trần Thái Hòa, Ngọc Anh, Đan Nguyên, Băng Tâm, Phi Nhung, Hồ Văn Cường, Trịnh Lam, Quỳnh Vi, Ngọc Ngữ, Châu Ngọc Hà, Diễm Sương, Đăng Vinh, Hồng Đào, Hoài Tâm | Golden Nugget Casino                                | -          |
| 30/11/2019 | Divas                                                       | Nguyễn Ngọc Ngạn, Ý Lan, Như Quỳnh, Phi Nhung, Mai Thiên Vân, Minh Tuyết, Như Loan, Ngọc Anh, Hồ Văn Cường | Horseshoe Casino                                    | -          |
| 25/07/2021 | Và Con Tim Đã Vui Trở Lại                                   | Việt Thảo, Tuấn Ngọc, Thái Hiền, Ý Lan, Trần Thu Hà, Thanh Hà, Trần Thái Hòa, Đình Bảo, Thiên Tôn, Ngọc Ngữ, Châu Ngọc Hà | Saigon Performing Arts Center                       | -          |
| 22/08/2021 | Song Ca - Gọi Tên Ngày Mới                                  | Nguyễn Ngọc Ngạn, Nguyễn Cao Kỳ Duyên, Ngọc Hân, Thanh Tuyền, Phương Hồng Quế, Như Quỳnh, Trường Vũ, Mạnh Quỳnh, Hương Thủy, Quang Lê, Trần Thái Hòa, Ngọc Anh, Don Hồ, Thanh Hà, Băng Tâm, Ngọc Ngữ, Châu Ngọc Hà, Tuấn Phước, Như Ý, Hoàng Mỹ An, Myra Trần, Thúy Nga, Hoài Tâm                                                                                                  | Pechanga Resort and Casino                          | -          |
| 05/09/2021 | Về Đây Nghe Em                                              | Elvis Phương, Thanh Lan, Chế Linh, Thanh Tuyền, Tuấn Ngọc, Gerard Williams, Trần Thu Hà, Đình Bảo, Thiên Tôn, Ngọc Linh, Đặng Hà Duy, Ngọc Ngữ, Tuấn Quỳnh, Mai Thanh Thúy, Diễm Sương, Phương Thảo | Saigon Performing Arts Center                       | -          |
| 07/11/2021 | Thương Hoài Ngàn Năm - Xin Còn Gọi Tên Nhau                 | Anh Dũng, Lê Xuân Trường, Thanh Tuyền, Tuấn Ngọc, Gerard Williams, Ý Lan, Elvis Phương, Quang Lê, Ngọc Hạ, Đình Bảo, Thiên Tôn, Ngọc Ngữ, Châu Ngọc Hà, Ngọc Linh, Diễm Sương, Như Ý, Hoàng Mỹ An, Phương Thảo, Trường Sa, Phạm Mạnh Cương | Saigon Performing Arts Center                       | -          |
| 02/02/2022 | Điều Giản Dị                                                | Anh Dũng, Lê Xuân Trường, Tuấn Ngọc, Ý Lan, Thế Sơn, Quang Lê, Trần Thu Hà, Quang Dũng, Ngọc Anh, Thanh Hà, Gerard Williams, Trần Thái Hòa, Ngọc Ngữ, Đình Bảo, Châu Ngọc Hà, Hà Thanh Xuân, Ngọc Linh, Justin Nguyễn, Jonathan Dương, Phương Thảo | Saigon Performing Arts Center                       | -          |
| 20/03/2022 | Tình Ca Lam Phương - Nắng Đẹp Miền Nam                      | Anh Dũng, Lê Xuân Trường, Joe Đỗ Vinh, Ý Lan, Ngọc Anh, Ngọc Hạ, Thế Sơn, Mạnh Quỳnh, Tuấn Vũ, Trần Thái Hòa, Thiên Tôn, Ngọc Ngữ, Châu Ngọc Hà, Đặng Hà Duy, Tuấn Quỳnh, Ngọc Linh, Phương Yến Linh, Hoàng Mỹ An, Jonathan Dương, Đình Bảo, Justin Nguyễn, Trina Lê, Mai Thanh Thúy                                                                                               | Saigon Performing Arts Center                       | -          |
| 08/05/2022 | Con Thương Nhớ Mẹ                                           | Anh Dũng, Khánh Hoàng, Ngọc Hân, Chế Linh, Hương Lan, Carol Kim, Ý Lan, Tuấn Vũ, Gerard Williams, Thế Sơn, Trần Thái Hòa, Ngọc Anh, Trần Thu Hà, Hương Thủy, Đình Bảo, Thiên Tôn, Hoàng Mỹ An, Phương Yến Linh, Ngọc Ngữ, Châu Ngọc Hà, Quỳnh Giang, Đồng Lan, Mai Thanh Thúy, Đặng Hà Duy, Tuấn Quỳnh, Nguyễn Tâm                                                                 | Pechanga Resort and Casino                          | 12/08/2022 |
| 14/05/2023 | Vinh Danh Tiếng Hát Vượt Thời Gian Thái Thanh - Mẹ Việt Nam | Nam Lộc, Đại Dương, Ý Lan, Quỳnh Hương, Hương Lan, Tuấn Anh, Trịnh Nam Sơn, Lê Anh Tuấn, Lê Việt, Mai Linh, Ý Thy, Quỳnh Trang, Tạ Hùng Cường | Saigon Grand Center Theater                         |            |
| 18/02/2024 | Xuân Vui Ca                                                 | Thanh Tuyền, Khánh Hà, Ý Lan, Vũ Khanh, Tô Chấn Phong, Mạnh Quỳnh, Trần Thái Hòa, Hương Thủy, Ngọc Anh, Quỳnh Giang, Nguyễn Hồng Nhung, Như Ý, Hoàng Nhung, Hồng Đào, Hoài Tâm | Pechanga Resort and Casino                          | -          |
| 25/08/2024 | Bolero Và Em                                                | Nguyễn Cao Kỳ Duyên, Hồng Đào, Hoài Tâm, Thanh Tuyền, Hương Lan, Như Quỳnh, Ngọc Anh, Hương Thủy, Tâm Đoan, Băng Tâm, Hoàng Nhung, Châu Ngọc Hà, Phương Yến Linh, Phương Anh, Phương Ý, Di Ái Hồng Sâm, Phạm Tuyết Nhung, Phạm Thiêng Ngân | Pechanga Resort and Casino                          | 22/11/2024 |
| 18/06/2025 | Ocean By Night                                              | Tuấn Ngọc, Lâm Thúy Vân, Hoàng Nhung, Mạnh Cương, Fenni Phan Ngân, Minh Dự, Gia Bảo | Nhạc hội trên du thuyền Singapore (17 - 21/06/2025) |            |
| 22/06/2025 | Yêu Em Giữa Đời Quên Lãng                                   | Nguyễn Cao Kỳ Duyên, Tuấn Ngọc, Trần Thái Hòa, Ngọc Anh, Nguyễn Hồng Nhung, Ngọc Hạ, Hồ Hoàng Yến, Hồ Lệ Thu, Lam Anh | Pechanga Resort and Casino                          |            |

### Liveshow nghệ sĩ
Kể từ năm 2017, trung tâm Thúy Nga bắt tay vào thực hiện liveshow cho ca sĩ của trung tâm. (Trước đó, trung tâm chưa từng thực hiện liveshow cho 1 ca sĩ nào mà chỉ hợp tác với các đơn vị khác để đại diện phát hành sản phẩm như liveshow Minh Tuyết, Mạnh Quỳnh, Quang Lê,...)
| STT | Nghệ sĩ chính     | Tên liveshow                 | Khách mời | Ngày quay  | Rạp quay                      | Ngày phát hành |
| --- | ----------------- | ---------------------------- | --- | ---------- | ----------------------------- | -------------- |
| 1   | Nguyễn Hồng Nhung | Khi Giấc Mơ Về               | Nguyễn Ngọc Ngạn Trần Thu Hà Lâm Nhật Tiến Lương Tùng Quang Đan Nguyên Đình Bảo Thiên Tôn Mạnh Quân                                                                                | 25/02/2017 | Saigon Performing Arts Center | 20/10/2017     |
| 2   | Mai Thiên Vân     | Nhật Ký Đời Tôi              | Nguyễn Ngọc Ngạn Trường Vũ Mạnh Quỳnh Đan Nguyên Hạ Vy Minh Tuyết Jenny Đan Anh Lena Phương Vy PBN Dancers                                                                         | 26/02/2017 | Saigon Performing Arts Center | 26/05/2017     |
| 3   | Đình Bảo          | Kỷ Niệm 20 Năm - Chuyện Tình | Nguyễn Cao Kỳ Duyên Bằng Kiều Thiên Tôn Thanh Hà Trần Thu Hà Minh Tuyết Nguyễn Hồng Nhung Lam Anh Hoàng Mỹ An Hiền Thục Ngọc Hương                                                 | 19/04/2019 | Saigon Performing Arts Center | 12/12/2019     |
| 4   | Hương Lan         | Những Giọng Ca Tiếp Nối      | Nguyễn Ngọc Ngạn Khánh Hà Ý Lan Hương Thủy Băng Tâm Châu Ngọc Hà Ngọc Linh Tuấn Phước                                                                                              | 21/04/2019 | Saigon Performing Arts Center | 08/05/2021     |
| 5   | Thanh Tuyền       | 55 Năm - Một Đời Cho Âm Nhạc | Nguyễn Ngọc Ngạn Nguyễn Cao Kỳ Duyên Chế Linh Anh Khoa Phương Hồng Quế Phương Hồng Thủy Sơn Tuyền Ngọc Huyền Như Quỳnh Shayla Mai Thiên Vân Hà Tiên Hoài Linh Chí Tài Hứa Minh Đạt | 01/09/2019 | Pechanga Resort and Casino    | 21/12/2020     |
| 6   | Nguyễn Hồng Nhung | Thời Khắc                    | Nguyễn Cao Kỳ Duyên Tuấn Ngọc Vĩnh Tâm Lâm Nhật Tiến Trần Thái Hòa Lương Tùng Quang Don Hồ Trần Thu Hà                                                                             | 10/10/2024 | The QD Avenue                 |                |
| 7   | Don Hồ            | My Journey                   | Nguyễn Cao Kỳ Duyên Như Quỳnh Thanh Hà Lâm Thúy Vân Như Loan Lam Anh Như Ý DCP Dancers                                                                                             | 08/02/2025 | Pechanga Resort and Casino    |                |

## Tìm kiếm tài năng
Năm 2007, Trung tâm Thúy Nga tổ chức chương trình tìm kiếm ca sĩ mới với tên gọi PBN Talent Show (Paris By Night 86 & 87). Chương trình đã tìm kiếm được các giọng ca triển vọng, đóng góp cho các chương trình của trung tâm Thúy Nga sau này. Đến năm 2012, Thúy Nga tổ chức lại chương trình tìm kiếm tài năng với tên gọi VSTAR. Hiện tại đã tổ chức được 7 mùa gồm 5 mùa dành cho độ tuổi trên 16 và 2 mùa cho độ tuổi từ 4 - 15.
| Năm  | Chương trình       | Giám khảo                                                    | Chiến thắng                                                                         | Nghệ sĩ nổi bật khác |
| ---- | ------------------ | ------------------------------------------------------------ | ----------------------------------------------------------------------------------- | --- |
| 2012 | VSTAR - Mùa 1      | Huỳnh Thi, Thái Châu, Thu Phương                             | Giám khảo: Anh Tú (PBN 106 - 112) Khán giả: Thiên Tôn (PBN 106 - nay)               | Bon Nguyễn (PBN 113, 131) Đăng Vinh (chiến thắng mùa 5) |
| 2013 | VSTAR - Mùa 2      | Huỳnh Thi, Thái Châu, Thu Phương                             | Giám khảo: Justin Nguyễn (PBN 110 - 120) Khán giả: Bảo Khánh (PBN 110 - 115)        | Quang Hiếu (PBN 110 - 111) Tuấn Quỳnh (PBN 111 - 129) |
| 2014 | VSTAR - Mùa 3      | Huỳnh Thi, Thái Châu, Thu Phương                             | Giám khảo: Hoàng Nhung (PBN 113 - nay) Khán giả: Ngọc Ngữ (PBN 113 - nay)           | Lê Anh Tuấn (PBN 113 - 126) Nha Nguyễn (PBN 113) Khải Đăng (chiến thắng mùa 4) Đoàn Trọng (PBN 113) Hoàng Anh Khang (chiến thắng mùa 5)                     |
| 2015 | VSTAR Kids - Mùa 1 | Anh Dũng, Việt Hương, Tâm Đoan, Quang Lê                     | Jenny Đan Anh (PBN 117)                                                             | Victoria Thúy Vi (PBN 117) Lena Phương Vy (PBN 117) Rachel Thảo Vy (PBN 117) Celine Thiên Ân Huỳnh (PBN 117) Hugo Hiếu Nguyễn (PBN 117) Đức Khang (PBN 117) |
| 2016 | VSTAR - Mùa 4      | Huỳnh Thi, Thái Châu, Chí Tài, Nguyễn Hồng Nhung             | Giám khảo: Đặng Hà Duy (PBN 121 - 128) Khán giả: Khải Đăng (PBN 121 - 131)          | Quang Ngọc (PBN 121) |
| 2017 | VSTAR Kids - Mùa 2 | Chí Tài, Việt Hương, Anh Dũng, Tâm Đoan                      | Asley Lai                                                                           | |
| 2018 | VSTAR - Mùa 5      | Huỳnh Thi, Thái Châu, Chí Tài, Nguyễn Hồng Nhung, Minh Tuyết | Giám khảo: Hoàng Anh Khang (PBN 113, 128 - 130) Khán giả: Đăng Vinh (PBN 128 - 129) | Tuấn Phước (PBN 131 - nay) Ngọc Hương (PBN 128, 131) |

## Các chương trình hài kịch, phim truyện
Tuyển tập hài kịch (The Best of...) là các chương trình tuyển chọn các tiết mục hài được trình diễn trên Paris By Night. Các chương trình hài quy tụ được nhiều ngôi sao hài kịch như Quang Minh - Hồng Đào, Trang Thanh Lan, Chí Tài, Hoài Linh, Kiều Linh, Kiều Oanh,... Một số đĩa khác do bên thứ hai sản xuất và Thúy Nga. Các bộ phim truyện mà trung tâm phát hành đều do các công ty trong nước sản xuất. Ngoài phát hành DVD, trung tâm còn chiếu các bộ phim đó trên đài VFTV.

## Tạp chí Văn nghệ
Như đã tuyên bố, từ Paris by Night 52, khi phát hành một chương trình mới, Thúy Nga sẽ phát hành một Tạp chí Văn nghệ. Nhiều người cho rằng tạp chí chỉ là cách để Thúy Nga quảng cáo cho mình và Paris by Night. Tổng biên tập Lê Xuân Trường chính là người cộng tác chặt chẽ với Trung tâm và đã có đến 60 bài hit cho Paris by Night tính từ 1995.

## Sách nói
Một sản phẩm khác của Thúy Nga là các sách nói (audio book). Thúy Nga đã phát hành gần 90 băng đọc truyện của Nguyễn Ngọc Ngạn, Nguyễn Cao Kỳ Duyên, Ái Vân và diễn viên hài Hồng Đào....
- Danh sách Audio Book của Trung tâm Thúy Nga

| Số | Tên truyện                 | Số đĩa CD            | Giọng đọc                                       |
| -- | -------------------------- | -------------------- | ----------------------------------------------- |
| 1  | Ai Cũng Cần Có Một Bà Mẹ   | 1                    | Nhất Hạnh, Trần Mộng Tú, Nguyễn Xuân Hoàng      |
| 2  | Lạ Giường                  | 1                    | Nguyễn Ngọc Ngạn, Nguyễn Cao Kỳ Duyên           |
| 3  | Người Đàn Bà Đi Bên Tôi    | 1                    | Nguyễn Ngọc Ngạn, Nguyễn Cao Kỳ Duyên           |
| 4  | Một Lần Rồi Thôi           | 1                    | Nguyễn Ngọc Ngạn, Nguyễn Cao Kỳ Duyên           |
| 5  | Dấu Chân Xưa               | 1                    | Nguyễn Ngọc Ngạn, Nguyễn Cao Kỳ Duyên           |
| 6  | Tấm Vé Số Thầy Thanh       | 1                    | Nguyễn Ngọc Ngạn, Nguyễn Cao Kỳ Duyên           |
| 7  | Ven Rừng                   | 1                    | Nguyễn Ngọc Ngạn, Hồng Đào                      |
| 8  | Chung Quanh Tôi            | 1                    | Nguyễn Ngọc Ngạn, Hồng Đào                      |
| 9  | Bước Chân Người Tình       | 1                    | Nguyễn Ngọc Ngạn, Ái Vân                        |
| 10 | Qua Đường                  | 1                    | Nguyễn Ngọc Ngạn, Mai Phương                    |
| 11 | Vách Tường Cũ              | 1                    | Nguyễn Ngọc Ngạn, Mai Phương                    |
| 12 | Phòng Mạch                 | 1                    | Nguyễn Ngọc Ngạn, Hồng Đào                      |
| 13 | Ánh Mắt Vô Tình            | 1                    | Nguyễn Ngọc Ngạn, Mai Phương                    |
| 14 | Biển Vẫn Đợi Chờ           | 1                    | Nguyễn Ngọc Ngạn, Mai Phương                    |
| 15 | Tâm Bệnh                   | 1                    | Nguyễn Ngọc Ngạn, Mai Phương                    |
| 16 | Tình Muộn                  | 1                    | Nguyễn Ngọc Ngạn, Hồng Đào                      |
| 17 | Dấu Vết Ân Tình            | 1                    | Nguyễn Ngọc Ngạn, Thanh Lan                     |
| 18 | Dốc Cao Vời Vợi            | 1                    | Nguyễn Ngọc Ngạn, Thanh Lan                     |
| 19 | Phòng Tắm                  | 1                    | Nguyễn Ngọc Ngạn, Ái Vân                        |
| 20 | Rồi Đến Một Ngày           | 1                    | Nguyễn Ngọc Ngạn, Nguyễn Cao Kỳ Duyên           |
| 21 | Cây Trứng Cá               | 1                    | Nguyễn Ngọc Ngạn, Ái Vân                        |
| 22 | Nhịp Cầu                   | 1                    | Nguyễn Ngọc Ngạn, Nguyễn Cao Kỳ Duyên           |
| 23 | Đi Thêm Một Bước           | 1                    | Nguyễn Ngọc Ngạn                                |
| 24 | Kể Một Chuyện Tình         | 1                    | Nguyễn Ngọc Ngạn, Thanh Lan                     |
| 25 | Một Lần Hạnh Phúc          | 1                    | Nguyễn Ngọc Ngạn, Thanh Lan                     |
| 26 | Ngoại Tình                 | 1                    | Hồng Vân, Việt Tiến                             |
| 27 | Cõi Đêm                    | 6                    | Nguyễn Ngọc Ngạn, Hồng Đào                      |
| 28 | Người Đàn Bà Đi Trước      | 1                    | Nguyễn Ngọc Ngạn, Hồng Đào                      |
| 29 | Dòng Đời Lặng Lẽ           | 1                    | Nguyễn Ngọc Ngạn, Hồng Đào                      |
| 30 | Chút Kỷ Niệm Xưa           | 1                    | Nguyễn Ngọc Ngạn, Hồng Đào                      |
| 31 | Đếm Những Mảnh Tình        | 6                    | Nguyễn Ngọc Ngạn, Thanh Lan, Ái Vân             |
| 32 | Mưa Trong Bóng Đêm         | 1                    | Nguyễn Ngọc Ngạn, Hồng Đào                      |
| 33 | Dốc Đứng                   | 1                    | Nguyễn Ngọc Ngạn, Hồng Đào                      |
| 34 | Sau Lần Cửa Khép           | 6                    | Nguyễn Ngọc Ngạn, Hồng Đào                      |
| 35 | Gặp Gỡ Lần Đầu             | 1                    | Nguyễn Ngọc Ngạn, Ái Vân                        |
| 36 | Giã Từ Sân khấu            | 1                    | Nguyễn Ngọc Ngạn, Hồng Đào                      |
| 37 | Tàu Về Miền Xuôi           | 1                    | Nguyễn Ngọc Ngạn, Ái Vân                        |
| 38 | Mây Đen                    | 1                    | Nguyễn Ngọc Ngạn, Ái Vân                        |
| 39 | Trong Quan Tài Buồn        | 6                    | Nguyễn Ngọc Ngạn, Hồng Đào, Diamond Bích Ngọc   |
| 40 | Món Quà Cuối Năm           | 1                    | Nguyễn Ngọc Ngạn, Hồng Đào                      |
| 41 | Ngày Trở Lại               | 1                    | Nguyễn Ngọc Ngạn, Hồng Đào                      |
| 42 | Thời Vận                   | 1                    | Nguyễn Ngọc Ngạn, Hồng Đào                      |
| 43 | Bên Hành Lang Tòa án       | 1                    | Nguyễn Ngọc Ngạn, Hồng Đào                      |
| 44 | Màu Cỏ Úa                  | 6                    | Nguyễn Ngọc Ngạn, Hồng Đào                      |
| 45 | Dòng Sông Hờ Hững          | 1                    | Nguyễn Ngọc Ngạn, Hồng Đào, Quang Minh          |
| 46 | Trong Sân Trường Ngày Ấy   | 1                    | Nguyễn Ngọc Ngạn, Hồng Đào                      |
| 47 | Khu Phố Chợ Trời           | 1                    | Nguyễn Ngọc Ngạn, Hồng Đào                      |
| 48 | Nỗi Mong Đợi Khốn Cùng     | 1                    | Nguyễn Ngọc Ngạn, Hồng Đào                      |
| 49 | Ngày Buồn Cũng Qua Mau     | 6                    | Nguyễn Ngọc Ngạn, Hồng Đào                      |
| 50 | Tiếng Quạ Réo Vong Hồn     | 1                    | Nguyễn Ngọc Ngạn, Hồng Đào                      |
| 51 | Đêm Trong Căn Nhà Hoang    | 1                    | Nguyễn Ngọc Ngạn, Hồng Đào                      |
| 52 | Bãi Đất Hoang Sau Nhà      | 1                    | Nguyễn Ngọc Ngạn, Hồng Đào                      |
| 53 | Ngôi Mộ Mới Đắp            | 1                    | Nguyễn Ngọc Ngạn, Hồng Đào                      |
| 54 | Xóm Đạo - Phần 1           | 6                    | Nguyễn Ngọc Ngạn, Hồng Đào                      |
| 55 | Xóm Đạo - Phần 2           | 6                    | Nguyễn Ngọc Ngạn, Hồng Đào                      |
| 56 | Bóng Người Dưới Trăng      | 1                    | Nguyễn Ngọc Ngạn, Hồng Đào                      |
| 57 | Mái Ấm                     | 1                    | Nguyễn Ngọc Ngạn, Hồng Đào                      |
| 58 | Nhìn Quanh Một Mình        | 6                    | Nguyễn Ngọc Ngạn, Hồng Đào                      |
| 59 | Nước Đục                   | 6                    | Nguyễn Ngọc Ngạn, Hồng Đào, Chí Tài             |
| 60 | Đa Thê                     | 2                    | Nguyễn Ngọc Ngạn, Hồng Đào                      |
| 61 | Cõi Âm                     | 2                    | Nguyễn Ngọc Ngạn, Hồng Đào                      |
| 62 | Quay Trong Cơn Lốc         | 6                    | Nguyễn Ngọc Ngạn, Hồng Đào, Chí Tài             |
| 63 | Đêm Vắng                   | 2                    | Nguyễn Ngọc Ngạn, Hồng Đào                      |
| 64 | Hồn Về Trong Gió           | 1                    | Nguyễn Ngọc Ngạn, Hồng Đào                      |
| 65 | Nỗi Sầu Sâu Kín            | 2                    | Nguyễn Ngọc Ngạn, Hồng Đào                      |
| 66 | Mưa Bên Chồng              | 2                    | Nguyễn Ngọc Ngạn, Hồng Đào                      |
| 67 | Đêm Không Trăng            | 2                    | Nguyễn Ngọc Ngạn, Hồng Đào                      |
| 68 | Việt Kiều                  | 2                    | Nguyễn Ngọc Ngạn, Hồng Đào                      |
| 69 | Bóng Ma Bên Cửa            | 1                    | Nguyễn Ngọc Ngạn, Hồng Đào                      |
| 70 | Bùa Yêu                    | 1                    | Nguyễn Ngọc Ngạn, Hồng Đào                      |
| 71 | Việt Kiều - Phần 2         | 2                    | Nguyễn Ngọc Ngạn, Hồng Đào                      |
| 72 | Dòng Mực Cũ                | 6                    | Nguyễn Ngọc Ngạn, Hồng Đào                      |
| 73 | Việt Kiều - Phần 3         | 2                    | Nguyễn Ngọc Ngạn, Hồng Đào                      |
| 74 | Việt Kiều - Phần 4         | 2                    | Nguyễn Ngọc Ngạn, Hồng Đào                      |
| 75 | Việt Kiều - Phần 5         | 2                    | Nguyễn Ngọc Ngạn, Hồng Đào                      |
| 76 | Việt Kiều - Phần 6         | 2                    | Nguyễn Ngọc Ngạn, Hồng Đào                      |
| 77 | Ngôi Nhà Phong Thủy        | 2                    | Nguyễn Ngọc Ngạn, Nguyễn Cao Kỳ Duyên, Hồng Đào |
| 78 | Gà Trống Nuôi Con          | 2                    | Nguyễn Ngọc Ngạn, Hồng Đào                      |
| 79 | Chuyện Năm Xưa             | 2                    | Nguyễn Ngọc Ngạn, Hồng Đào                      |
| 80 | Căn Nhà Số 24              | 2                    | Nguyễn Ngọc Ngạn, Nguyễn Cao Kỳ Duyên, Hồng Đào |
| 81 | Casino                     | 5                    | Nguyễn Ngọc Ngạn, Hồng Đào                      |
| 82 | Nước Mắt Đàn Ông           | 2                    | Nguyễn Ngọc Ngạn, Hồng Đào                      |
| 83 | Đợi Ngày Ly Hôn            | 2                    | Nguyễn Ngọc Ngạn, Hồng Đào                      |
| 84 | Nghề Tay Trái              | 2                    | Nguyễn Ngọc Ngạn, Hồng Đào                      |
| 85 | Khúc Quanh Một Chuyện Tình | 2                    | Nguyễn Ngọc Ngạn, Hồng Đào                      |
| 86 | May Mà Có Em               | 6                    | Nguyễn Ngọc Ngạn, Hồng Đào                      |
| 87 | Hồng Nhan                  | 8                    | Nguyễn Ngọc Ngạn, Hồng Đào                      |
| 88 | Người Khách Lạ             | 2                    | Nguyễn Ngọc Ngạn, Hồng Đào                      |
| 89 | Giấc Mơ                    | 5                    | Nguyễn Ngọc Ngạn, Hồng Đào                      |
| 90 | Giấc Mơ - Phần 2           | 5                    | Nguyễn Ngọc Ngạn, Hồng Đào                      |
| 91 | Đêm Dài Vô Tận             | 4                    | Nguyễn Ngọc Ngạn, Hồng Đào                      |
| 92 | Đức Mẹ Đến Với Thế Gian    | 2                    | Nguyễn Ngọc Ngạn                                |
| 93 | Ngôi Mộ Bên Sông           | (không phát hành CD) | Nguyễn Ngọc Ngạn, Hồng Đào                      |

## LP Records
Theo lời yêu cầu của khán giả, Thúy Nga thử nghiệm phát hành đĩa than vào đầu năm 2019
| Mã đĩa  | Tên                   | Ca sĩ      | Số bài | Năm  |
| ------- | --------------------- | ---------- | ------ | ---- |
| TNLP001 | Duyên Phận            | Như Quỳnh  | 8      | 2019 |
| TNLP002 | Vùng Lá Me Bay        | Như Quỳnh  | 8      | 2019 |
| TNLP003 | Lại Nhớ Người Yêu     | Đan Nguyên | 8      | 2019 |
| TNLP004 | Giết Người Trong Mộng | Ngọc Anh   | 8      | 2019 |
| TNLP005 | Cảm Ơn Người Tình     | Ngọc Anh   | 8      | 2019 |
| TNLP006 | Chuyện Của Lam        | Lam Anh    | 8      | 2019 |
| TNLP007 | Riêng Một Góc Trời    | Tuấn Ngọc  | 8      | 2019 |
| TNLP008 | Mong Chờ              | Hoàng Oanh | 8      | 2019 |

## Sản phẩm mạng
Các sản phẩm mạng xã hội của Trung tâm Thúy Nga bao gồm Facebook chính thức của Trung tâm Thúy Nga, các kênh Youtube do Trung tâm Thúy Nga quản lý, trong đó đã tổ chức các chương trình livestream, Paris By Night Collection và Thuý Nga Music Box.